# Imoh Ezekiel
Imoh Ezekiel (Lagos (Nigéria), 24 de outubro de 1993) é um futebolista profissional nigeriano que atua como atacante, atualmente defende o Al-Arabi Sports Club.

## Carreira
Imoh Ezekiel fez parte do elenco da Seleção Nigeriana de Futebol nas Olimpíadas de 2016, como capitão da equipe.